# Leader du Parti libéral (Royaume-Uni)
Au Royaume-Uni, le Parti libéral est officiellement créé en 1859 et disparaît en 1988, lorsqu'il fusionne avec le Parti social-démocrate pour créer les Libéraux-démocrates.

## Listes des leaders du Parti libéral

### Leaders du Parti libéral
| Nom | Portrait | Circonscription/Titre | Début mandat     | Fin mandat       | Premier Ministre         | Premier Ministre          |
| --- | --- | --- | ---------------- | ---------------- | ------------------------ | ------------------------- |
| Henry John Temple, 3e vicomte Palmerston | | Tiverton | 12 juin 1859     | 18 octobre 1865  |                          | Lui-même                  |
| John Russell, 1er comte Russell | | 1er Comte Russell | 29 octobre 1865  | 3 décembre 1868  |                          | Lui-même 1865-1866        |
| John Russell, 1er comte Russell | Earl of Derby 1866–68 | 1er Comte Russell | 29 octobre 1865  | 3 décembre 1868  |                          |                           |
| John Russell, 1er comte Russell | Benjamin Disraeli 1868 | 1er Comte Russell | 29 octobre 1865  | 3 décembre 1868  |                          |                           |
| William Ewart Gladstone | | Greenwich | 3 décembre 1868  | 3 février 1875   |                          | Lui-même 1868–74          |
| William Ewart Gladstone | Benjamin Disraeli 1874-1880 | Greenwich | 3 décembre 1868  | 3 février 1875   |                          |                           |
| VACANT Leader à la Chambre des Lords 2e comte Granville Leader à la Chambre des Communes Marquis de Hartington                                                                                           | VACANT Leader à la Chambre des Lords 2e comte Granville Leader à la Chambre des Communes Marquis de Hartington                                                                                           | VACANT Leader à la Chambre des Lords 2e comte Granville Leader à la Chambre des Communes Marquis de Hartington                                                                                           | 3 février 1875   | 23 avril 1880    |                          |                           |
| William Ewart Gladstone | | Midlothian | 23 avril 1880    | 2 mars 1894      |                          | Lui même 1880-1885        |
| William Ewart Gladstone | Marquess of Salisbury 1885–86 | Midlothian | 23 avril 1880    | 2 mars 1894      |                          |                           |
| William Ewart Gladstone | Lui même 1886 | Midlothian | 23 avril 1880    | 2 mars 1894      |                          |                           |
| William Ewart Gladstone | Marquess of Salisbury 1886–92 | Midlothian | 23 avril 1880    | 2 mars 1894      |                          |                           |
| William Ewart Gladstone | Lui-même 1892-1894 | Midlothian | 23 avril 1880    | 2 mars 1894      |                          |                           |
| Archibald Primrose, (5e comte de Rosebery) | | 5eme Comte of Rosebery | 5 mars 1894      | 6 octobre 1896   |                          | Lui-même 1894-1895        |
| Archibald Primrose, (5e comte de Rosebery) | Marquis de Salisbury 1895-1902 | 5eme Comte of Rosebery | 5 mars 1894      | 6 octobre 1896   |                          |                           |
| VACANT Leader à la Chambre des Lords 1er Comte de Kimberley 1895–1902; 5e comte Spencer 1902–05 Leader à la Chambre des Communes William Vernon Harcourt 1896–98; Sir Henry Campbell-Bannerman 1898–1905 | VACANT Leader à la Chambre des Lords 1er Comte de Kimberley 1895–1902; 5e comte Spencer 1902–05 Leader à la Chambre des Communes William Vernon Harcourt 1896–98; Sir Henry Campbell-Bannerman 1898–1905 | VACANT Leader à la Chambre des Lords 1er Comte de Kimberley 1895–1902; 5e comte Spencer 1902–05 Leader à la Chambre des Communes William Vernon Harcourt 1896–98; Sir Henry Campbell-Bannerman 1898–1905 | 6 octobre 1896   | 3 décembre 1905  |                          |                           |
| VACANT Leader à la Chambre des Lords 1er Comte de Kimberley 1895–1902; 5e comte Spencer 1902–05 Leader à la Chambre des Communes William Vernon Harcourt 1896–98; Sir Henry Campbell-Bannerman 1898–1905 | VACANT Leader à la Chambre des Lords 1er Comte de Kimberley 1895–1902; 5e comte Spencer 1902–05 Leader à la Chambre des Communes William Vernon Harcourt 1896–98; Sir Henry Campbell-Bannerman 1898–1905 | VACANT Leader à la Chambre des Lords 1er Comte de Kimberley 1895–1902; 5e comte Spencer 1902–05 Leader à la Chambre des Communes William Vernon Harcourt 1896–98; Sir Henry Campbell-Bannerman 1898–1905 | 6 octobre 1896   | 3 décembre 1905  | Arthur Balfour 1902-1905 |                           |
| Henry Campbell-Bannerman | | Stirling Burghs | 5 décembre 1905  | 3 avril 1908     |                          | Lui-même                  |
| Herbert Henry Asquith | | East Fife | 5 avril 1908     | 25 novembre 1918 |                          | Lui-même 1908-1916        |
| Herbert Henry Asquith | David Lloyd George 1916-1922 | East Fife | 5 avril 1908     | 25 novembre 1918 |                          |                           |
| Sir Donald Maclean (leader par intérim) | | Peebles and South Midlothian | 3 février 1919   | 12 février 1920  |                          |                           |
| Herbert Henry Asquith | | Paisley (1920–1924); 1er Comte d'Oxford et Asquith (1925–1926) | 12 février 1920  | 15 octobre 1926  |                          |                           |
| Herbert Henry Asquith | Andrew Bonar Law 1922–23 | Paisley (1920–1924); 1er Comte d'Oxford et Asquith (1925–1926) | 12 février 1920  | 15 octobre 1926  |                          |                           |
| Herbert Henry Asquith | Stanley Baldwin 1923-1924 | Paisley (1920–1924); 1er Comte d'Oxford et Asquith (1925–1926) | 12 février 1920  | 15 octobre 1926  |                          |                           |
| Herbert Henry Asquith | Ramsay MacDonald 1924 | Paisley (1920–1924); 1er Comte d'Oxford et Asquith (1925–1926) | 12 février 1920  | 15 octobre 1926  |                          |                           |
| Herbert Henry Asquith | Stanley Baldwin 1924-1929 | Paisley (1920–1924); 1er Comte d'Oxford et Asquith (1925–1926) | 12 février 1920  | 15 octobre 1926  |                          |                           |
| Dirigeants du Parti Libéral à la Chambre des Communes | | |                  |                  |                          |                           |
| David Lloyd George | | Caernarvon Boroughs | 2 décembre 1924  | 7 octobre 1931   |                          |                           |
| David Lloyd George | Ramsay MacDonald 1929-1935 | Caernarvon Boroughs | 2 décembre 1924  | 7 octobre 1931   |                          |                           |
| Herbert Samuel | | Darwen | 4 novembre 1931  | 25 octobre 1935  |                          |                           |
| Archibald Sinclair | | Caithness and Sutherland | 26 novembre 1935 | 15 juin 1945     |                          | Stanley Baldwin 1935-1937 |
| Archibald Sinclair | Neville Chamberlain 1937-1940 | Caithness and Sutherland | 26 novembre 1935 | 15 juin 1945     |                          |                           |
| Archibald Sinclair | Winston Churchill 1940-1945 | Caithness and Sutherland | 26 novembre 1935 | 15 juin 1945     |                          |                           |
| Clement Davies | | Montgomery | 2 août 1945      | 5 novembre 1956  |                          | Clement Attlee 1945-1951  |
| Clement Davies | Winston Churchill 1951-1955 | Montgomery | 2 août 1945      | 5 novembre 1956  |                          |                           |
| Clement Davies | Anthony Eden 1955-1957 | Montgomery | 2 août 1945      | 5 novembre 1956  |                          |                           |
| Jo Grimond | | Orkney and Shetland | 5 novembre 1956  | 17 janvier 1967  |                          |                           |
| Jo Grimond | Harold Macmillan 1957-1963 | Orkney and Shetland | 5 novembre 1956  | 17 janvier 1967  |                          |                           |
| Jo Grimond | Alec Douglas-Home 1963-1964 | Orkney and Shetland | 5 novembre 1956  | 17 janvier 1967  |                          |                           |
| Jo Grimond | Harold Wilson 1964-1970 | Orkney and Shetland | 5 novembre 1956  | 17 janvier 1967  |                          |                           |
| Jeremy Thorpe | | North Devon | 18 janvier 1967  | 1969             |                          |                           |
| Leaders du Parti libéral élus en vertu de la Constitution de 1969 | | |                  |                  |                          |                           |
| Jeremy Thorpe | | North Devon | 1969             | 10 mai 1976      |                          |                           |
| Jeremy Thorpe | Edward Heath 1970-1974 | North Devon | 1969             | 10 mai 1976      |                          |                           |
| Jeremy Thorpe | Harold Wilson 1974-1976 | North Devon | 1969             | 10 mai 1976      |                          |                           |
| Jo Grimond (leader par intérim) | | Orkney and Shetland | 12 mai 1976      | 7 juillet 1976   |                          | James Callaghan 1976-1979 |
| David Steel | | Roxburgh, Selkirk and Peebles (1967–1983); Tweeddale, Ettrick and Lauderdale (1983–1988) | 7 juillet 1976   | 3 mars 1988      |                          | James Callaghan 1976-1979 |
| David Steel | Margaret Thatcher 1979-1990 | Roxburgh, Selkirk and Peebles (1967–1983); Tweeddale, Ettrick and Lauderdale (1983–1988) | 7 juillet 1976   | 3 mars 1988      |                          |                           |

### Leaders du Parti libéral à la Chambre des communes
| Nom                                               | Circonscription                                                                          | Début mandat     | Fin mandat       |
| Henry John Temple, 3e vicomte Palmerston          | Tiverton                                                                                 | 12 juin 1859     | 18 octobre 1865  |
| William Ewart Gladstone                           | Greenwich                                                                                | 29 octobre 1865  | 3 février 1875   |
| Spencer Compton Cavendish, Marquess of Hartington | Radnor                                                                                   | 3 février 1875   | 23 avril 1880    |
| William Ewart Gladstone                           | Midlothian                                                                               | 23 avril 1880    | 2 mars 1894      |
| Sir William Vernon Harcourt                       | Derby (1894–1895); West Monmouthshire (1895–1898)                                        | 5 mars 1894      | 14 décembre 1898 |
| Sir Henry Campbell-Bannerman                      | Stirling Burghs                                                                          | 6 février 1899   | 3 avril 1908     |
| H. H. Asquith                                     | East Fife                                                                                | 5 avril 1908     | 25 novembre 1918 |
| Sir Donald Maclean                                | Peebles and South Midlothian                                                             | 3 février 1919   | 12 février 1920  |
| H. H. Asquith                                     | Paisley                                                                                  | 12 février 1920  | 9 octobre 1924   |
| David Lloyd George                                | Caernarvon Boroughs                                                                      | 2 décembre 1924  | 7 octobre 1931   |
| Sir Herbert Samuel                                | Darwen                                                                                   | 4 novembre 1931  | 25 octobre 1935  |
| Sir Archibald Sinclair, Bt                        | Caithness and Sutherland                                                                 | 26 novembre 1935 | 15 juin 1945     |
| Clement Davies                                    | Montgomery                                                                               | 2 août 1945      | 5 novembre 1956  |
| Jo Grimond                                        | Orkney and Shetland                                                                      | 5 novembre 1956  | 17 janvier 1967  |
| Jeremy Thorpe                                     | North Devon                                                                              | 18 janvier 1967  | 10 mai 1976      |
| Jo Grimond                                        | Orkney and Shetland                                                                      | 12 mai 1976      | 7 juillet 1976   |
| David Steel                                       | Roxburgh, Selkirk and Peebles (1967–1983); Tweeddale, Ettrick and Lauderdale (1983–1988) | 7 juillet 1976   | 3 mars 1988      |

### Leaders du Parti libéral à la Chambre des Lords
| Nom                                                   | Début mandat | Fin mandat |
| ----------------------------------------------------- | ------------ | ---------- |
| The Earl Granville                                    | 1859         | 1865       |
| The Earl Russell                                      | 1865         | 1868       |
| The Earl Granville                                    | 1868         | 1891       |
| The Earl of Kimberley                                 | 1891         | 1894       |
| The Earl of Rosebery                                  | 1894         | 1896       |
| The Earl of Kimberley                                 | 1896         | 1902       |
| The Earl Spencer                                      | 1902         | 1905       |
| The Marquess of Ripon                                 | 1905         | 1908       |
| The Earl of Crewe (The Marquess of Crewe depuis 1911) | 1908         | 1923       |
| The Viscount Grey of Fallodon                         | 1923         | 1924       |
| The Earl Beauchamp                                    | 1924         | 1931       |
| The Marquess of Reading                               | 1931         | 1935       |
| The Marquess of Crewe                                 | 1936         | 1944       |
| The Viscount Samuel                                   | 1944         | 1955       |
| The Lord Rea                                          | 1955         | 1967       |
| The Lord Byers                                        | 1967         | 1984       |
| The Baroness Seear                                    | 1984         | 1988       |